# Bombylius kugleri
Bombylius kugleri är en tvåvingeart som beskrevs av Zaitzev 1995. Bombylius kugleri ingår i släktet Bombylius och familjen svävflugor.
Artens utbredningsområde är Israel. Inga underarter finns listade i Catalogue of Life.